# Jennifer Capriati
Jennifer Maria Capriati (Manhattan, 29 de Março de 1976) é uma ex-tenista norte-americana. Foi número 1 do mundo no ranking da WTA e venceu 3 torneios de Grand Slam além da medalha de ouro dos Jogos Olímpicos de 1992.
Jennifer é membro do International Tennis Hall of Fame desde 2012.

## Grand Slam singles finais (3–0)
| Posição | Ano  | Campeonato              | Piso   | Oponente       | Placar             |
| ------- | ---- | ----------------------- | ------ | -------------- | ------------------ |
| Campeã  | 2001 | Aberto da Austrália     | Duro   | Martina Hingis | 6–4, 6–3           |
| Campeã  | 2001 | Roland Garros           | Saibro | Kim Clijsters  | 1–6, 6–4, 12–10    |
| Campeã  | 2002 | Aberto da Austrália (2) | Duro   | Martina Hingis | 4–6, 7–6(9–7), 6–2 |

## Olímpiadas Simples finais (1–0)
| Posição | Ano  | Campeonato | Piso   | Oponente    | Placar        |
| ------- | ---- | ---------- | ------ | ----------- | ------------- |
| Ouro    | 1992 | Barcelona  | Saibro | Steffi Graf | 3–6, 6–3, 6–4 |

## WTA Tier I finais

### Simples: 11 (2 títulos, 9 vices)
| Posição | Ano  | Campeonato        | Piso   | Oponente            | Placar             |
| ------- | ---- | ----------------- | ------ | ------------------- | ------------------ |
| Vice    | 1990 | Hilton Head       | Saibro | Martina Navrátilová | 2–6, 4–6           |
| Campeã  | 1991 | Canada (Toronto)  | Duro   | Katerina Maleeva    | 6–2, 6–3           |
| Vice    | 1993 | Canada (Toronto)  | Duro   | Steffi Graf         | 1–6, 6–0, 3–6      |
| Vice    | 2001 | Miami             | Duro   | Venus Williams      | 6–4, 1–6, 6–7(4–7) |
| Campeã  | 2001 | Charleston        | Saibro | Martina Hingis      | 6–0, 4–6, 6–4      |
| Vice    | 2001 | Berlin            | Saibro | Amélie Mauresmo     | 4–6, 6–2, 3–6      |
| Vice    | 2001 | Canada (Toronto)  | Duro   | Serena Williams     | 1–6, 7–6(9–7), 3–6 |
| Vice    | 2002 | Miami             | Duro   | Serena Williams     | 5–7, 6–7(4–7)      |
| Vice    | 2002 | Canada (Montréal) | Duro   | Amélie Mauresmo     | 4–6, 1–6           |
| Vice    | 2003 | Miami             | Duro   | Serena Williams     | 6–4, 4–6, 1–6      |
| Vice    | 2004 | Roma              | Saibro | Amélie Mauresmo     | 6–3, 3–6, 6–7(6–8) |

### Duplas: 1 (1 título)
| Posição | Ano  | Campeonato | Piso   | Parceira     | Oponentes                   | Placar   |
| ------- | ---- | ---------- | ------ | ------------ | --------------------------- | -------- |
| Campeã  | 1991 | Roma       | Saibro | Monica Seles | Nicole Bradtke Elna Reinach | 7–5, 6–2 |

## Confronto vs Tenistas da WTA
Tenistas que foram N. 1 do mundo estão em destaque.
- Magdalena Maleeva 8–2
- Anke Huber 7–1
- Sandrine Testud 7–4
- Serena Williams 7–10
- Conchita Martínez 6–4
- Chanda Rubin 6–5
- Zina Garrison 5–0
- / Natasha Zvereva 5–0
- / Jelena Dokić 5–1
- Nathalie Tauziat 5–1
- Anastasia Myskina 5–2
- Ai Sugiyama 5–3
- // Monica Seles 5–9
- Gabriela Sabatini 5–11
- Mary Pierce 4–1
- Amanda Coetzer 4–2
- Lori McNeil 4–2
- Barbara Schett 4–2
- Martina Hingis 4–5
- Arantxa Sánchez Vicario 4–6
- Amélie Mauresmo 4–7
- Paola Suárez 3–0
- Elena Dementieva 3–1
- Nadia Petrova 3–1
- Patty Schnyder 3–1
- / Helena Suková 3–1
- Julie Halard-Decugis 3–2
- Kim Clijsters 3–3
- Lindsay Davenport 3–9
- Marion Bartoli 2–0
- Mary Joe Fernández 2–0
- Daniela Hantuchová 2–0
- Dominique Monami 2–0
- Pam Shriver 2–0
- Irina Spîrlea 2–0
- / Karina Habšudová 2–1
- Katerina Maleeva 2–1
- Barbara Paulus 2–1
- Brenda Schultz-McCarthy 2–1
- Justine Henin 2–5
- Jo Durie 1–0
- Svetlana Kuznetsova 1–0
- / Manuela Maleeva 1–0
- Maria Sharapova 1–0
- Andrea Temesvári 1–0
- Iva Majoli 1–1
- / Martina Navratilova 1–1
- Vera Zvonareva 1–1
- Anna Kournikova 1–3
- Steffi Graf 1–10
- / Jana Novotná 0–4
- Venus Williams 0–4